# Хлебозавод имени Зотова
Хлебозавод имени Зотова — бывшее московское предприятие хлебобулочной промышленности в Пресненском районе. Пущен в 1931 году под наименованием Хлебозавод № 5, первый из пяти московских хлебозаводов, построенных на основе жёсткого кольцевого конвейера разработки инженера Георгия Марсакова. Остановлен в 2006 году, территория продана под жилую застройку; основной производственный корпус, признанный объектом культурного наследия, сохранён и реконструирован.

## История
Построен в рамках первой промышленной пятилетки и стал первым в Москве, реализующим технологию инженера Георгия Марсакова.
Площадь территории завода составляет примерно 2 га.
Концентрический кольцевой конвейер Марсакова предопределил цилиндрическую форму основного корпуса: на верхних этажах осуществлялась закваска, полученная опара спускалась для брожения в тестомесильное отделение, далее — тесто направлялось вниз в разделочное отделение, на нижних этажах хлеб выпекался в кольцевых печах. Вода для производства поступала из артезианской скважины.
В 1968 году завод был награждён Орденом Трудового Красного Знамени, а в 1978 году получил имя Василия Зотова — одного из основных организаторов массового строительства хлебозаводов в Москве в начале 1930-х годов.

## После закрытия
В мае 2006 года компания Алишера Усманова и Василия Анисимова Coalco выкупила у государства 17 зданий завода и его земельный участок. 27 июля 2006 года мэр Москвы Юрий Лужков подписал распоряжение о сносе здания и выводе производства на окраину столицы. В начале января 2007 года на хлебозаводе произошёл сильный пожар, тушением которого занималось 20 пожарных расчётов. Здание не получило значительных повреждений, однако ради остановки огня пришлось пробить кровлю. СМИ озвучивали версию о поджоге с целью освободить территорию под новое строительство.
7 сентября 2009 года Комитет государственного строительного надзора города Москвы выдал разрешение на застройку участка бывшего завода. По проекту Coalco, к 2010 году на его территории должен был быть возведён бизнес-центр «Хрустальные башни» с 378 тыс.м² офисных помещений. Финансовый кризис 2010-х заставил компанию пересмотреть проект: решено было сменить концепцию и построить комплекс апартаментов (пригодных для проживания многоквартирных домов, формально не подпадающих под жилой фонд) под наименованием «Пресня Сити». Летом 2013 года Мосгорнаследие подало в суд иск о возврате зданий завода и его земельного участка в собственность города. Судебное разбирательство окончилось мировым соглашением, по которому Coalco обязалось к 2016 году провести реставрацию здания хлебозавода параллельно со строительством комплекса апартаментов.
В 2016 году стройку выкупили структуры группы компаний ВТБ. К 2019 году на территории завода построены 3 дома высотой 44 этажа.
Здание основного производственного корпуса было признано памятником архитектуры и сохранено. В 2017 году в СМИ появилась информация о планах создать в корпусе завода музей современного искусства совместно с Пушкинским музеем. Планируется, что площадь музея составит 6 тыс.м². В 2022 году в главном корпусе хлебозавода открылся культурный центр изучения конструктивизма «Зотов».

## Архитектура
Архитектурное решение производственного корпуса приписывают мастерской Александра Никольского. Здание характеризуется как образец конструктивизма — оформление подчинено в первую очередь функциональности. К одной стороне цилиндрического производственного корпуса примыкала котельная с трубой, ко второй — трёхуровневое прямоугольное в плане крыло вспомогательных помещений. Фасад сложен из красного кирпича, по всему периметру выполнено круговое остекление. В процессе эксплуатации к основному корпусу добавлялись пристройки, которые исказили оригинальный облик здания.
10 августа 2004 года Правительство Москвы внесло завод в список объектов культурного наследия, подлежащих принятию под государственную охрану.